# Бонгайгаон
Бонгайгаон (англ. Bongaigaon, ассам. বঙাইগাঁও) — город в северо-западной части штата Ассам, Индия. Административный центр округа Бонгайгаон.

## География
Абсолютная высота — 53 метра над уровнем моря. Расположен примерно в 180 км к северо-западу от города Гувахати.

## Население
По данным на 2013 год численность населения составляет 76 172 человека.
Динамика численности населения города по годам:
| 1991   | 2001   | 2013   |
| ------ | ------ | ------ |
| 48 907 | 60 327 | 76 172 |

## Экономика
Экономика города основана на нефтехимической отрасли.

## Транспорт
Ближайший гражданский аэропорт расположен в Гувахати. Имеется железнодорожное сообщение. Национальное шоссе № 31 соединяет Бонгайгаон с территорией штатов Бихар и Западная Бенгалия, а национальное шоссе № 37 — с городами на востоке штата Ассам и со штатом Аруначал-Прадеш. Имеется регулярное автобусное сообщение с большинством крупных городом Ассама.